# لوغان المحظوظ (فلم)
لوغان المحظوظ (بالإنجليزية: Logan Lucky) فيلم كوميدي أمريكي صدر عام 2017، من إخراج ستيفن سودربرغ.

## القصة
في محاولة لعكس لعنة عائلية، شرع الأشقاء جيمي (تشانينج تيتوم) وميلي (ريلي كيو) و كلايد لوجان (آدم درايفر) لتنفيذ عملية سطو متقنة خلال سباق مهم في سباق ناسكار، الذي يقام بولاية كارولاينا الشمالية في الولايات المتحدة الأمريكية، خلال يوم عطلة نهاية الأسبوع.

## الممثلون
| الممثل          | الدور                |
| --------------- | -------------------- |
| دانيال كريغ     | جو بانغ              |
| كاثرين واترستون |                      |
| تشانينج تيتوم   | جيمي لوغان           |
| سيث ماكفارلن    | ماكس شيلبلين         |
| سيباستيان ستان  |                      |
| ريلي كيو        | ميلي لوجان           |
| آدم درايفر      | كلايد لوغان          |
| كيتي هولمز      | بوبي جو لوغان شابمان |
| هيلاري سوانك    |                      |
| مايكل توريك     | حارس السجن           |

## الاستقبال
تلقى الفيلم مراجعات إيجابية، حيث امتدح العديد من النقاد أداء الممثلين، وحقق 48 مليون دولار في جميع أنحاء العالم.

## روابط خارجية
- مقالات تستعمل روابط فنية بلا صلة مع ويكي بيانات